# Heterochelus unicolor
Heterochelus unicolor är en skalbaggsart som beskrevs av Kulzer 1960. Heterochelus unicolor ingår i släktet Heterochelus och familjen Melolonthidae. Inga underarter finns listade i Catalogue of Life.